# بريندا ويبستر
بريندا ويبستر (بالإنجليزية: Brenda Webster)‏ (1936، نيويورك في الولايات المتحدة)؛ كاتِبة، مترجمة وروائية أمريكية.